# Senyoria de Montpeller
La senyoria de Montpeller fou una jurisdicció feudal del Llenguadoc amb centre a la ciutat de Montpeller.

## Història
La història no és clara i hi ha diferències en les publicacions existents. El bisbe de Melguelh o Magalona Ricuí va donar aquestes terres en feu a un cavaller anomenat Guiu I. El va succeir el seu fill Guillem (985-1025) que va rebre més terres al voltant de la ciutat i morí sense fills; l'herència va passar al seu nebot Guillem II, fill de Trudgarda (germana de Guillem) i de Bernat. Guillem II va morir el 1042 i el va succeir el seu fill Guillem III, mort el 1068, i a aquest el seu germà Bernat, que va governar com a Guillem IV, mort el 1077. Una altra versió, recolza que Guillem I o Guiu I va ser succeït pels seus fills Bernat-Guillem i Guillem II, i aquest segon pel seu fill Guillem III, que va ser succeït pel seu cosí (fill de Bernat-Guillem) Guillem IV amb qui compartí la senyoria, succeït per Guillem V (fill de Guillem III) i seguidament, l'hauria succeït el seu fill Guillem VI, succeït pel seu fill Guillem VII i aquest pel seu fill Guillem VIII, pare de Maria de Montpeller. Una altra, diu que de Guiu, el fundador de la dinastia dels Guillem de Montpeller, tenia dos successors: Guillem II i Bernat-Guillem, qui va prendre el nom de Guillem III en succeir a Guillem II, mort sense fills, al qual li varen succeir Guillem IV i Guillem V.
Guillem V de Montpeller (1077-1121) va pledejar amb el bisbe de Melguelh i va cuidar perdre la senyoria, però va arribar a un acord (1090) que la hi va salvar, i a més va rebre la senyoria d'Omeladès (1093); el 1114 va participar en Croada pisano-catalana contra les balears musulmanes. Guillem V de Montpeller va deixar dos fills: Guillem VI de Montpeller i Guillem d'Omeladès, casat amb Tiburga I d'Aureja, comtessa hereva del comtat d'Aurenja i cap de la dinastia de comtes i prínceps d'Aurenja i barons d'Omeladès.
Guillem VI de Montpeller, que posseïa molts castells a les terres de Montpeller que formaven una baronia amb capital a Frontinhan, va mirar de fer que la vegueria de Montpeller, en mans d'una branca secundària de la dinastia (dita els Aimon), deixés de ser hereditària però es va haver de fer enrere davant de la revolta popular el 1141, fins al 1143 quan va recuperar la ciutat amb ajuda genovesa i catalana, va participar en la Croada contra al-Mariyya el 1147 i va morir el 1162. El va succeir el seu fill Guillem VII de Montpeller, mort deu anys després, que va comprar l'Omeladès i les seves dependències el 1168. El següent senyor fou el seu fill Guillem VIII de Montpeller, que fruit del seu primer matrimoni fou pare de Maria de Montpeller; però Guillem es va casar en segones noces (sense anul·lació del matrimoni anterior) amb Agnès de Manzanedo i va tenir més fills, que tractà de legitimar. El 1197 Maria de Montpeller va renunciar a la successió i el 1202 el seu germà Guillem IX de Montpeller fou proclamat senyor; fou deposat però el 1204 per decisió del Papa, que el va declarar bastard. Maria de Montpeller va recuperar els seus drets i es va casar amb el rei Pere II d'Aragó «el Catòlic».
El 1252 el rei de França va declarar que Montpeller era feu francès. El 1276 Jaume I d'Aragó, fill del rei Pere el Catòlic, va donar en testament la senyoria i el regne de Mallorca al seu fill Jaume II de Mallorca, a qui exigiren vassallatge tant el seu germà el rei Pere III d'Aragó «el Gran», com el rei de França. El 1293 el bisbe va cedir els seus drets feudals sobre Montpeller al rei de França, i el rei mallorquí va esdevenir feudatari immediat del rei francès. Finalment el 1342 el rei de Mallorca va retre homenatge per la senyoria al rei francès i quan fou desposseït del seu regne el 1344 només li va restar Montpeller. El 13 d'abril de 1349 Jaume III de Mallorca va vendre la senyoria i baronia de Montpeller i la baronia d'Omeladès al rei de França. El rei Pere el Cerimoniós va renunciar als seus drets el 1351.
El 1371 el rei de França va cedir la senyoria a Carles II de Navarra que la va posseir efectivament tan sols el 1372, i el 1378 en fou desposseït. El 1381 el rei la va retornar a Carles, fill de Carles II de Navarra, però un any després li va confiscar i es va reincorporar a la corona francesa (Carles hi va renunciar pel Tractat de París de 1404).

## Llista de senyors de Montpeller
| Núm. | Nom                        | Període   | Ressenya Biogràfica |
| --- | -------------------------- | --------- | --- |
| 1 | Guiu de Montpeller         | 975-986   | |
| 2 | Guillem I de Montpeller    | 986-1025  | |
| 3 | Guillem II de Montpeller   | 1025-1042 | |
| 4 | Guillem III de Montpeller  | 1042-1068 | |
| 5 | Guillem IV de Montpeller   | 1068-1077 | |
| 6 | Guillem V de Montpeller    | 1077-1121 | |
| 7 | Guillem VI de Montpeller   | 1121-1162 | "el Gran" |
| 8 | Guillem VII de Montpeller  | 1162-1172 | |
| 9 | Guillem VIII de Montpeller | 1172-1202 | |
| 10 | Guillem IX de Montpeller   | 1202-1204 | |
| Passa a la Casa de Barcelona (Corona d'Aragó) pel matrimoni entre Maria de Montpeller i Pere II d'Aragó (1204). |                            |           | |
| 11 | Maria de Montpeller        | 1204-1213 | |
| 12 | Pere I de Montpeller       | 1204-1213 | consort |
| 13 | Jaume I de Montpeller      | 1213-1276 | |
| Passa a la Casa de Barcelona (Línia de la Corona de Mallorca) pel testament de Jaume I d'Aragó (1276).          |                            |           | |
| 14 | Jaume II de Montpeller     | 1276-1311 | |
| 15 | Sanç I de Montpeller       | 1311-1324 | |
| 16 | Jaume III de Montpeller    | 1324-1349 | Ven la senyoria de Montpeller a la Corona de França per poder finançar la guerra contra Pere IV d'Aragó i recuperar el Regne de Mallorca. Va morir en la batalla de Llucmajor. |
| Passa a la Corona de França per compra (1349).                                                                  |                            |           | |
| 17 | Carles I de Montpeller     | 1371-1378 | |
| Retorna a la Corona de França.                                                                                  |                            |           | |
| 18 | Carles II de Montpeller    | 1381-1382 | |
| Retorna a la Corona de França.                                                                                  |                            |           | |